# Jamil Siebert
Jamil Siebert (Düsseldorf, 2 aprile 2002) è un calciatore tedesco, difensore del Fortuna Düsseldorf.

## Carriera

### Club
Cresciuto nel settore giovanile del Fortuna Düsseldorf, il 26 settembre 2020 ha debuttato in prima squadre nell'incontro di 2. Bundesliga vinto 1-0 contro il Kickers Würzburg ed il 5 febbraio 2021 ha firmato il suo primo contratto professionistico.
Il 31 gennaio 2022 è stato ceduto in prestito al Viktoria Colonia, trasferimento in seguito prolungato anche alla stagione 2022-2023. Il 22 ottobre 2022 ha segnato il suo primo gol fra i professionisti nell'incontro di 3. Liga pareggiato 1-1 contro il Duisburg.
Rientrato a Düsseldorf nell'estate del 2023, ha iniziato a giocare regolarmente in prima squadra.

### Nazionale
Ha giocato con le nazionali giovanili tedesche Under-18, Under-20 ed Under-21.

## Statistiche

### Presenze e reti nei club
Statistiche aggiornate al 17 aprile 2025.
| Stagione        | Squadra            | Campionato      | Campionato | Campionato | Coppe nazionali | Coppe nazionali | Coppe nazionali | Coppe continentali | Coppe continentali | Coppe continentali | Altre coppe | Altre coppe | Altre coppe | Totale | Totale | Totale |
| Stagione        | Squadra            | Comp            | Pres       | Reti       | Comp            | Pres            | Reti            | Comp               | Pres               | Reti               | Comp        | Pres        | Reti        | Pres   | Reti   |        |
| --------------- | ------------------ | --------------- | ---------- | ---------- | --------------- | --------------- | --------------- | ------------------ | ------------------ | ------------------ | ----------- | ----------- | ----------- | ------ | ------ | ------ |
| 2020-2021       | F. Düsseldorf II   | RL              | 12         | 0          | -               | -               | -               | -                  | -                  | -                  | -           | -           | -           | 12     | 0      |        |
| 2021-gen. 2022  | F. Düsseldorf II   | RL              | 11         | 0          | -               | -               | -               | -                  | -                  | -                  | -           | -           | -           | 11     | 0      |        |
| 2020-2021       | Fortuna Düsseldorf | 2L              | 2          | 0          | CG              | 0               | 0               | -                  | -                  | -                  | -           | -           | -           | 2      | 0      |        |
| 2021-gen. 2022  | Fortuna Düsseldorf | 2L              | 0          | 0          | CG              | 0               | 0               | -                  | -                  | -                  | -           | -           | -           | 0      | 0      |        |
| gen.-giu. 2022  | Viktoria Colonia   | 3L              | 13         | 0          | CG              | 0               | 0               | -                  | -                  | -                  | -           | -           | -           | 13     | 0      |        |
| 2022-2023       | Viktoria Colonia   | 3L              | 30         | 2          | CG              | 1               | 0               | -                  | -                  | -                  | -           | -           | -           | 31     | 2      |        |
| 2024-2025       | F. Düsseldorf II   | RL              | 3          | 0          | -               | -               | -               | -                  | -                  | -                  | -           | -           | -           | 3      | 0      |        |
| 2023-2024       | Fortuna Düsseldorf | 2L              | 24         | 1          | CG              | 4               | 0               | -                  | -                  | -                  | -           | -           | -           | 28     | 1      |        |
| 2024-2025       | Fortuna Düsseldorf | 2L              | 17         | 0          | CG              | 0               | 0               | -                  | -                  | -                  | -           | -           | -           | 17     | 0      |        |
| Totale carriera | Totale carriera    | Totale carriera | 112        | 3          |                 | 5               | 0               |                    | -                  | -                  |             | -           | -           | 117    | 3      |        |